# 道端良秀
道端 良秀（みちはた りょうしゅう、1903年 - 没年不明）は、日本の仏教学者。浄土真宗の僧。
北海道生まれ。1928年大谷大学史学科卒。大谷派宗学院卒、中華民国に学ぶ。1959年「唐代佛教史の研究」で東京教育大学文学博士。大谷専修学院、大谷大学教授、光華女子大学教授、74年定年退任、名誉教授。1988年仏教伝道文化賞功労賞受賞。中国仏教史を研究した。

## 著書
- 『唐代寺院の経済史的研究』仏教法政経済研究所モノグラフィー 1934
- 『無尽の研究』東方書院 日本宗教講座 1934
- 『概説支那仏教史』法蔵館 1939
- 『中国仏教史』法蔵館 1948
- 『中国の浄土教と玄中寺』永田文昌堂 なつめ寺研究叢書 1950
- 『唐代仏教史の研究』法蔵館 1957
- 『中国仏教と社会福祉事業』法蔵館 アジアの宗教文化 1967
- 『仏教と儒教倫理 中国仏教における孝の問題』平楽寺書店 サーラ叢書　1968
- 『中国仏教史の研究 仏教と社会倫理』法蔵館 1970
- 『仏教のものの見方と考え方』教育新潮社 フリドブックス 1970
- 『仏教と儒教』第三文明社 レグルス文庫 1976
- 『墓と仏教 その歴史と墓相批判』百華苑 1977
- 『中国仏教思想史の研究 中国民衆の仏教受容』平楽寺書店 1979
- 『中国浄土教史の研究』法蔵館 1980
- 『中国仏教と社会との交渉』平楽寺書店 1980
- 『中国仏教社会経済史の研究』平楽寺書店 1983
- 『羅漢信仰史』大東出版社 1983
- 『中国仏教史全集』書苑 1985
- 『日中仏教友好二千年史』大東出版社 1987

## 論文
- Cinii

## 注
1. ↑  『仏教と儒教倫理』著者紹介